# Руммель, Юлиуш
Юлиуш Кароль Вильгельм Руммель (пол. Juliusz Karol Wilhelm Józef Rómmel/Rummel; 2 июня 1881, Гродно — 3 сентября 1967, Варшава) — российский и польский военный деятель, полковник русской императорской армии и дивизионный генерал Войска Польского.

## Биография

### Ранние годы
Родился в семье потомка вестфальских дворян, генерала российской армии Альфонса Руммеля и Марии Мартинкевич. Образование получил в Псковском кадетском корпусе и Константиновском военном училище в Петербурге.

### Служба в русской армии
По окончании артиллерийского училища получил звание подпоручика и получил назначение в лейб-гвардии 1-ю артиллерийскую бригаду. В 1905 году было присвоено звание поручика. Принимал участие в Русско-японской войне . С 1909 года штабс-капитан.
Участвовал в Первой мировой войне на австрийском фронте офицером лейб-гвардии 1-й артиллерийской бригады. Был дважды ранен. В июле 1916 года он был произведен в полковники. После начала Февральской революции, с августа 1917 года  активно участвовал в создании польских войск на Украине.  Командовал: польским отделением в Киеве (январь 1918 г.), отдельным дивизионом конной артиллерии (с февраля 1918 г.) и отдельной легкой бригадой 3-го Польского корпуса, во главе которой он стоял до роспуска корпуса в июне 1918 г. Затем был интернирован австро-венгерской армией.

### В польской армии
Советско-польская война
Участник советско-польской войны 1920 года, с 17.6.1920 года командовал 1-й пехотной дивизией легионеров, с 25.7.1920 года — 1-й кавалерийской дивизией (одновременно с 11.9 по 14.12.1920 года командовал конным корпусом). Участвовал в боях против 1-й Конной армии, в том числе в сражении при Комарове. С июня 1921 года инспектор кавалерии при инспекторе 1-й армии в Вильно. С апреля 1924 года командир 1-й кавалерийской дивизии.
С 11.9.1926 года генерал для поручений при Главном штабе. 27.6.1929 года назначен инспектором армии во Львове, с 23.3.1939 года — в Лодзи.
Вторая мировая война
Во время Польской кампании 1939 года командовал сначала армией «Лодзь» (4 пехотных дивизии, 1 кавалерийская бригада). Армия «Лодзь» вместе с армией «Краков» предназначалась для участия в генеральном сражении. 8 сентября прибыл в Варшаву и принял командование над всеми войсками, находившимися в этом районе (эти войска получили название армии «Варшава»). Руководил организацией обороны столицы, за день до капитуляции города по его приказу была создана подпольная организация Служба победе Польши. Начальником был назначен генерал Михал Токажевский-Карашевич. 28 сентября 1939 года подписал акт капитуляции Варшавы и оказался в плену. В 1945 году был освобождён англо-американскими войсками из лагеря для военнопленных 
Oflag VII A Murnau.
В Польской народной армии
После Второй мировой войны провёл некоторое время во Франции, затем вернулся в Польшу и вступил в Польскую народную армию, начальник военно-учебных заведений. В 1947 году был уволен из армии, после чего, поселившись в Варшаве, стал писать мемуары.
Кончина
Умер 3 сентября 1967 года в Варшаве; похоронен на кладбище Воинские Повонзки на Аллее Почёта.

## Награды
- Орден воинской доблести: Командорский крест, Золотой крест, Серебряный крест.
- Орден Возрождения Польши: Командор со звездой, Командор.
- Крест Грюнвальда II степени.
- Крест Храбрых: 5 раз.
- Золотой Крест Заслуги.
- Медаль «Участнику войны. 1918—1921»
- Орден Почётного легиона: Великий офицер, Командор, Кавалер.
- Орден Лачплесиса II степени.

## Звания
- Подпоручик (1903),
- Поручик (1905),
- Штабс-капитан (1909),
- Капитан (1915),
- Полковник (1916),
- Бригадный генерал (1919),
- дивизионный генерал(1928).

## Родственники
Кароль Руммель — российский и польский спортсмен-конник, бронзовый призёр Олимпиады 1928 года. Офицер российской и польской армий.